# The Need for Speed
Road & Track Presents: The Need for Speed (с англ. — «Жажда скорости») — компьютерная игра в жанре аркадного автосимулятора, разработанная студиями Pioneer Productions и EA Canada и изданная компанией Electronic Arts для игровой приставки 3DO в 1994 году. Впоследствии игра была портирована на другие платформы, такие как PlayStation, Sega Saturn и персональные компьютеры. В 1995 году было выпущено специальное издание под названием The Need for Speed Special Edition. Это первая часть серии Need for Speed.
В игре присутствует несколько разнообразных трасс и режимов, каждый из которых имеет свои особенности прохождения. В The Need for Speed представлены восемь лицензированных автомобилей, о каждом из которых игрок может просмотреть презентационные слайды и подробную информацию, включая исторические сведения известных моделей и внутриигровое видео с участием каждого из автомобилей. В автосимуляторе также присутствуют полицейские погони с возможностью задержания и ареста игрока, если тот нарушает правила дорожного движения.
Разработка The Need for Speed началась в 1992 году. Разработчики поставили себе цель — воссоздать реальное поведение автомобиля на трассе в соответствии с представленными машинами. The Need for Speed получила в основном положительные отзывы от игровой прессы. Критики хвалили автосимулятор за увлекательный игровой процесс, высокое качество графики и реалистичное управление автомобилями, но к недостаткам относили некоторые технические недоработки. В 1997 году был выпущен сиквел — Need for Speed II.

## Игровой процесс
The Need for Speed представляет собой аркадный автосимулятор, выполненный в трёхмерной графике. Игрок может выбрать один из восьми доступных автомобилей и одну из трёх трасс, каждая из которых поделена на три сегмента: «City», «Coastal» и «Alpine». На выбор доступны два режима: «Time Trial» и «Head to Head». В первом режиме необходимо установить рекорд времени, соперник отсутствует. Во втором режиме присутствует соперник, а игроку необходимо первым пересечь финишную черту. На дорогах присутствуют трафик и полиция. О приближении полицейской машины сигнализирует антирадар. Когда игрок проезжает мимо неё, начинается погоня. Если полицейская машина окажется впереди автомобиля игрока, это ведёт к задержанию на пять секунд (выдаётся Speeding, а, если задел машину полиции, но не превысил скорость, Warning). Второе задержание на том же сегменте ведёт к окончанию гонки. Однако, если автомобиль игрока попал в аварию или перевернулся, другие машины, включая полицию, исчезают. Во время гонки и по её окончании есть возможность просмотреть повтор.
В версиях для ПК, PlayStation и Saturn были добавлены кольцевые трассы: «Rusty Springs», «Autumn Valley» и «Vertigo Ridge». Они не поделены на сегменты, а игроку нужно проехать определённое количество кругов (их можно настроить в меню). Полиция и трафик на этих трассах отсутствуют. Также в этих версиях были добавлены два новых режима — «Single Race» и «Tournament». В первом из них участвуют восемь гонщиков, включая игрока; для победы нужно первым пересечь финишную черту. В режиме «Tournament» для каждой трассы требуется определённый класс автомобилей. В гонках всё также участвуют восемь гонщиков, включая игрока. В зависимости от занятого места, набирается определённое количество очков. После завершения одной из трасс нужно выбрать другую, если же выйти из турнира, придётся начинать его заново. Существует возможность сохранить текущее положение турнира, записав его на диск. После победы в турнире открывается бонусная трасса «Lost Vegas». Помимо этого, есть возможность многопользовательской игры на двух игроков в режимах «Head to Head» или «Single Race» с технологией разделённого экрана или по сети: предусмотрено соединение посредством нуль-модемного кабеля или через модем, при этом необходимо выбрать тип модема и номер для дозвона.

## Разработка игры
Серия игр Need for Speed была основана компанией Distinctive Software — студия компьютерных игр, расположенная в Ванкувере. До покупки этой компании Electronic Arts в 1991 году она уже разработала такие популярные гоночные игры, как Stunts и The Duel: Test Drive II. После покупки компания была переименована в EA Canada. Студия опиралась на свой опыт в домене, когда приступила к разработке первой части серии Need for Speed в конце 1992 года.
Разработчики поставили себе цель — воссоздать реалистичное поведение транспортного средства на трассе. Тем не менее, в игре отсутствуют повреждения автомобилей при столкновениях с другими машинами и объектами, что подчёркивает в целом аркадный стиль проекта. В автосимуляторе используются лицензии на реально существующие автомобили. Машины поделены на классы, в зависимости от технических характеристик. К классу «A» относятся чёрный Lamborghini Diablo VT и красный Ferrari 512 TR; к классу «B» относятся королевский синий Dodge Viper RT/10, тёмно-зелёный Chevrolet Corvette ZR-1 и тёмно-синий Porsche 911 Carrera; К классу «C» относятся красная Toyota Supra Turbo, серебряная Acura NSX и жёлтая Mazda RX-7. Electronic Arts совместно с автомобильным журналом Road & Track добились в игре соответствия с поведением реального автомобиля, в том числе имитировали воспроизведение звука рычага управления коробкой передач. Игра также содержит точные данные о транспортном средстве с устными комментариями, снимками интерьера и экстерьера каждого автомобиля в «журнальной стилистике» и короткими видеороликами, положенными на музыку.
Видео в игре отснято при использовании реальных машин, а затем оцифровано. Всего в игре 12 видеороликов: три вступительных (случайно выбираются при запуске игры), восемь видеороликов, представляющих автомобили игры, и один ролик, посвящённый создателям игры. В версии для игровой приставки 3DO виртуальный оппонент высказывается о вождении игрока после каждого финиша в зависимости от того, как он проехал трассу. Специально для этой версии были отсняты видеоролики с актёром Бренаном Бэирдом. Музыкальные треки для игры создавались композиторами Джеффом Диком и Саки Каскасом. Музыкальные темы в игре написаны в стиле техно и рок. Всего в The Need for Speed присутствует 15 музыкальных композиций. В изначальных выпусках игры эта музыка проигрывалась только в меню, а в версии Special Edition композиции также играли во время гоночных заездов. Их воспроизведение можно настроить в меню: в случайном порядке, один из двух жанров, отдельные композиции или же вовсе выключить. Хотя официальный альбом с саундтреком игры не был выпущен, музыка из The Need for Speed вошла в альбом The Music of EA Games Box Set, а также в обновление «Legends» для игры Need for Speed 2015 года.

## Версии и выпуски
Выход The Need for Speed состоялся 10 сентября 1994 года на территории Северной Америки, а 9 декабря того же года игра была выпущена в Японии под названием Over Drivin’, которое сохранилось и для последующих частей серии в этом регионе (до 1999 года). Из-за небольшой популярности консоли 3DO The Need for Speed решили портировать на множество других платформ. Версии The Need for Speed для консолей PlayStation (Over Drivin’ DX в Японии), Sega Saturn и для персональных компьютеров были выпущены с некоторыми изменениями и улучшениями по сравнению с оригинальной версией для 3DO. 20 декабря 1996 года в Японии для приставки Sega Saturn вышла новая редакция игры под названием Nissan Presents: Over Drivin’ GT-R. Её основное изменение — наличие восьми автомобилей фирмы Nissan вместо ранее доступных, каждый со своей информацией и видеороликами, как и в оригинале. В остальном издание мало чем отличается от стандартной версии. 2 октября 1997 года в Японии для приставки PlayStation вышла версия под названием Over Drivin’ Skyline Memorial, в которой переработан графический и физический движок, а среди автомобилей представлены модели Nissan Skyline.
The Need for Speed Special Edition вышла в 1996 году и является специальной редакцией основной игры. В разработке принимала участие студия EA Seattle. Основное изменение Special Edition — переработана физическая модель управления автомобилями. Остальные изменения в Special Edition по сравнению со стандартной версией коснулись следующих аспектов: включена поддержка протокола IPX для Windows 95 — возможность игры по локальной сети до восьми игроков, добавлены две новые трассы — «Burnt Sienna» и «Transtropolis», пересняты внутриигровые видеоролики, переработано меню игры. Версия Special Edition выпускалась только на CD-ROM и стала поддерживать Windows 95, соответственно, появилась возможность поддержки DirectX 2.0. Бонусная машина Warrior, доступная в обычной версии только после ввода специального кода, в версии Special Edition становится доступной после победы в турнире из меню игры.

## Оценки и мнения
| Сводный рейтинг    | Сводный рейтинг                                  |
| Агрегатор          | Оценка                                           |
| ------------------ | ------------------------------------------------ |
| MobyRank           | 84/100 (3DO) 83/100 (ПК) 82/100 (ПК) 81/100 (PS) |
| Иноязычные издания |                                                  |
| Издание            | Оценка                                           |
| AllGame            | (3DO) · (PS) · (ПК) · (SAT)                      |
| CGW                | 8/10 (ПК)                                        |
| Edge               | 8/10 (3DO)                                       |
| EGM                | 8/10 (3DO) 8,7/10 (PS)                           |
| GamePro            | (3DO/PS)                                         |
| GameSpot           | 8,3/10 (ПК)                                      |
| IGN                | 7/10 (PS)                                        |

После выхода игра получила признание журналистов благодаря своему реализму, высокому качеству графики и проработанному геймплею. На сайте MobyGames средняя оценка составляет 84 балла из 100 возможных. Четыре рецензента из Electronic Gaming Monthly оценили The Need for Speed в среднем на 8 баллов из 10. По их словам, множество игровых настроек и полноценное внутриигровое видео «держат её [игру] на вершине». Кроме того, обозреватели отметили отличную графику и интерфейс и похвалили вождение от первого лица. К недостаткам были отнесены незначительные проблемы с управлением. Представитель сайта Allgame дал автосимулятору высокую оценку в четыре с половиной звезды из пяти возможных. Похвалы удостоились выдающееся управление, реалистичная физика и красиво смоделированные трассы. «The Need for Speed является превосходной гоночной игрой, которая понравится любым поклонникам жанра», — заявил критик в конце обзора. С этим мнением согласились и в журнале GamePro, похвалив автомобили и уровень сложности. В журнале Edge разделили мнение своих коллег, поставив оценку 8 баллов из 10.
Портированные версии для PlayStation, Sega Saturn и ПК также получили позитивные отзывы от прессы. На сайте MobyGames средняя оценка в версии для ПК составляет 82/100 и для PlayStation — 81/100. The Need for Speed заняла пятое место в чарте продаж Великобритании. Журналист GamePro, так же, как и оригиналу, поставил версии для PlayStation 4 с половиной звезды из 5, заявив, что «если вы серьёзный фанат гонок, то эта игра полностью оправдывает свою стоимость». В Electronic Gaming Monthly этой версии поставили 8,7 баллов из 10, похвалив улучшенный геймплей, автомобили и трассы. На AllGame сказали, что несмотря на отсутствие значимых нововведений, The Need for Speed по-прежнему предлагает длинные трассы и весёлый игровой процесс, и оценили в 4 звезды из 5. Обозреватель из сайта IGN поставил оценку 7 баллов из 10, и отнёс к достоинствам великолепную графику, но сказал, что игре не хватает чувства скорости, как в Ridge Racer; в целом автосимулятор был назван не лучшим на PlayStation, но имеющим хорошее соотношение цены и качества. Джим Вагнер из GameSpot оценил ПК-версию на 8,3 балла из 10 и сказал: «С её чудесным вниманием к деталям, экзотическому понятному дизайну и простому геймплею, эта игра — истинный победитель. Проще говоря, The Need for Speed — это не хуже, чем иметь в гараже спортивную машину ценой $200,000!»

### Влияние
The Need for Speed стала первой игрой серии Need for Speed. В 1997 году был выпущен сиквел — Need for Speed II. В отличие от предшественника, в продолжении отсутствуют сегментные трассы и полицейские погони, а игровой процесс и управление автомобилями значительно упрощены.
Как и в оригинальной игре, в следующих частях серии присутствует подразделение автомобилей на классы и подробная информация о каждом из них. В Need for Speed III: Hot Pursuit появился режим «Hot Pursuit», в котором был значительно усовершенствован арсенал полиции. Схожие принципы игрового процесса и тематика также были использованы в High Stakes, Porsche и Hot Pursuit 2.

## Продолжение
Need for Speed II — компьютерная игра серии Need for Speed в жанре аркадных автогонок, разработанная студией EA Canada и изданная компанией Electronic Arts в 1997 году для игровой приставки PlayStation и персональных компьютеров под управлением Windows.
Игра содержит несколько экзотических автомобилей и трассы в разных частях мира — Австралия, Германия, Канада, Непал, Мексика и США. Из Need for Speed II были убраны полицейские погони и сегментные трассы, присутствовавшие в первой игре серии. Также сиквел обрёл более аркадный стиль, управление автомобилями было упрощено.
Игра разрабатывалась одной из команд, работавшей над первой частью серии, EA Canada. В ходе создания аркада претерпела изменения в плане геймплея и концепции. Игровая пресса неоднозначно оценила Need for Speed II.